# دل گرفتارت شده
دل گرفتارت شده (به هندی: Tere Naal Love Ho Gaya) یا عاشق شما شده (به انگلیسی: Fell in love with you) فیلمی هندی محصول سال ۲۰۱۲ و به کارگردانی ماندیپ کومار است. در این فیلم بازیگرانی همچون ریتیش دشموک، جنلیا دی‌سوزا، اوم پوری، تینو آناند، عاطف اسلم، دیلجیت دوسانجه و وینا ملک ایفای نقش کرده‌اند.